# Osnabrück
Osnabrück (en bas-allemand Ossenbrügge) est une ville-arrondissement de Basse-Saxe, en Allemagne. Elle se trouve entre Münster et Brême, non loin de la frontière avec la Rhénanie-du-Nord-Westphalie. Après Hanovre et Brunswick, elle est la troisième plus grande ville de Basse-Saxe. Elle est au centre d'une agglomération d'environ 275 000 habitants, et sa zone d'influence est estimée entre 800 000 et un million de personnes.

## Histoire
| Appartenances historiques Principauté épiscopale d'Osnabrück 1225-1803 Électorat de Brunswick-Lunebourg 1803-1807 Royaume de Westphalie 1807-1811 Empire français (Ems-Supérieur) 1811-1814 Royaume de Hanovre 1814-1866 Royaume de Prusse (Province de Hanovre) 1866-1871 Empire allemand 1871-1918 République de Weimar 1918-1933 Reich allemand 1933-1945 Allemagne occupée 1945-1949 Allemagne de l'Ouest 1949–1990 Allemagne 1990-présent |

Osnabrück a été fondée en 780 par Charlemagne comme siège d'un évêché. En 1648, c'est dans les mairies d'Osnabrück et de Münster qu'ont été signés les traités de Westphalie : c'est pourquoi la ville porte également le titre de « ville de la paix » (Friedensstadt). Depuis avril 2002, la vieille maison du Ledenhof est le siège de la Fondation allemande de recherche sur la paix. Osnabrück, qui en 1669 était encore une ville hanséatique, fait partie depuis 1980 de la Nouvelle Hanse.
Pendant la période napoléonienne, la ville est le chef-lieu du département français de l'Ems-Supérieur (département no 130 dans la liste des départements français de 1811). La ville est administrée par un préfet, Charles-Louis de Keverberg de Kessel, représentant l’État français entre le 30 novembre 1811 et le 30 mai 1814. Le département est officiellement créé le 1er janvier 1811 et disparait avec le traité de Paris, le 30 mai 1814, qui fixe les frontières de la France après la défaite de Napoléon Ier qui est exilé à l’île d'Elbe.
La ville a grandement souffert de bombardements alliés pendant la Seconde Guerre mondiale, étant détruite à plus de 60 %.
Parmi les nombreux bâtiments incendiés avant la guerre, la Synagogue (1906-1938). Lire à ce sujet les articles sur l'Histoire des Juifs à Osnabrück (de) et Felix Nussbaum.
Nombre de bâtiments historiques rappellent le passé glorieux de la ville : les restes de l’ancienne muraille de la ville avec ses tours de garde, le château du XVIIe siècle ou encore l’hôtel de ville, dans lequel les traités de Westphalie ont été négociés en 1648.
La bataille de Teutobourg s'est déroulée en septembre 9 de notre ère à une vingtaine de kilomètres d'Osnabrück. Trois légions romaines, commandées par Varus, y ont été écrasées par une coalition des tribus germaniques

## Géographie
Le point le plus élevé de la ville se situe à Piesberg à 190 m d'altitude, le point le plus bas (la sortie de la rivière Hase, dans le quartier de Pye) à 54 m.
Les villes les plus proches sont Bielefeld, à environ 43 km au sud-est, Münster, à environ 44 kilomètres au sud-ouest, Enschede à 85 km à l'ouest, Oldenbourg à environ 95 km au nord, Brême à environ 103 km au nord et Hanovre à environ 114 km à l'est. En 1940, le nombre des habitants de la ville a dépassé le seuil de 100 000, ce qui l'a fait accéder au statut de « Grande Ville » (Großstadt).
La ville d'Osnabrück se situe à environ trente minutes de voiture de l'aéroport international de Münster/Osnabrück.
Osnabrück est la troisième plus grande ville de la Basse-Saxe. Elle est la seule grande ville allemande à se situer au cœur d'un parc naturel, le géoparc UNESCO TERRA.vita, qui s’étend entre la forêt de Teutobourg (ou forêt de Teutberg) et les collines boisées des Wiehengebirge.

## Entreprises et institutions

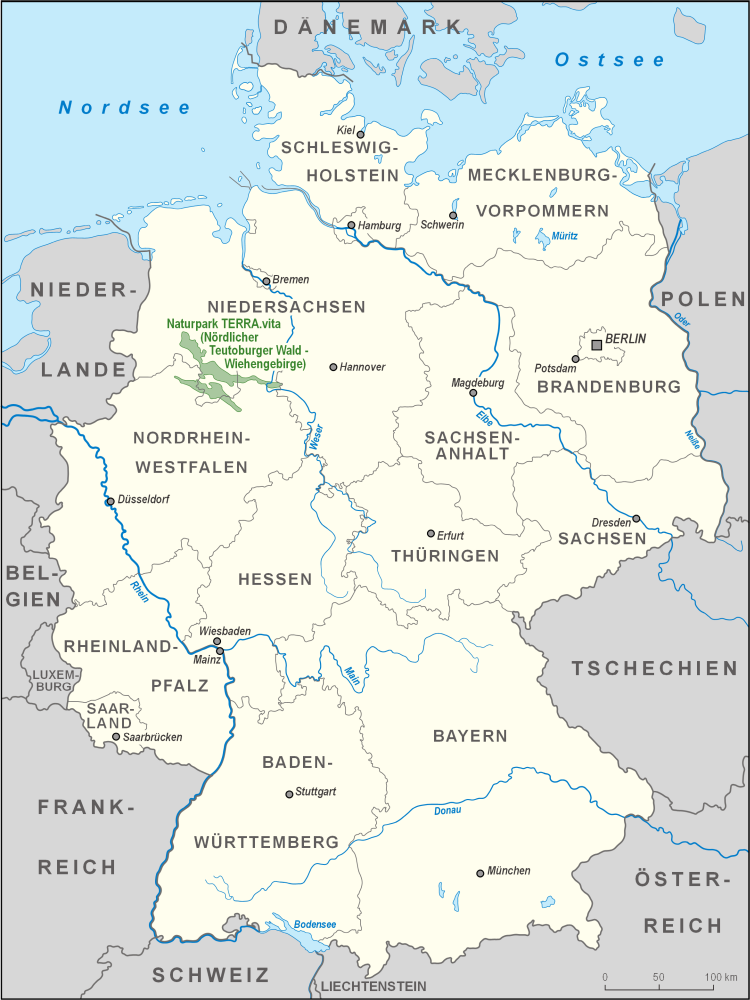
Parc UNESCO TERRA.vita

L'industrie automobile y était présente via le constructeur Karmann, concepteur et assembleur de modèles en petites séries.
La société chocolatière Leysieffer a de même établi sa maison mère dans la ville d'Osnabrück.
Osnabrück est aussi la ville qui vit naître les entreprises de logistique « Hellmann Worldwide Logistics » et « Meyer & Meyer Holding ».
Elle est également le site de l'évêché catholique d'Osnabrück (siège de l'évêque à la cathédrale Saint-Pierre), du district ecclésiastique d'Osnabrück appartenant à l'Église évangélique luthérienne de Hanovre, de la Deutsche Bundesstiftung Umwelt (Fondation fédérale allemande pour l'environnement), et de Terre des Hommes Allemagne.

## Culture

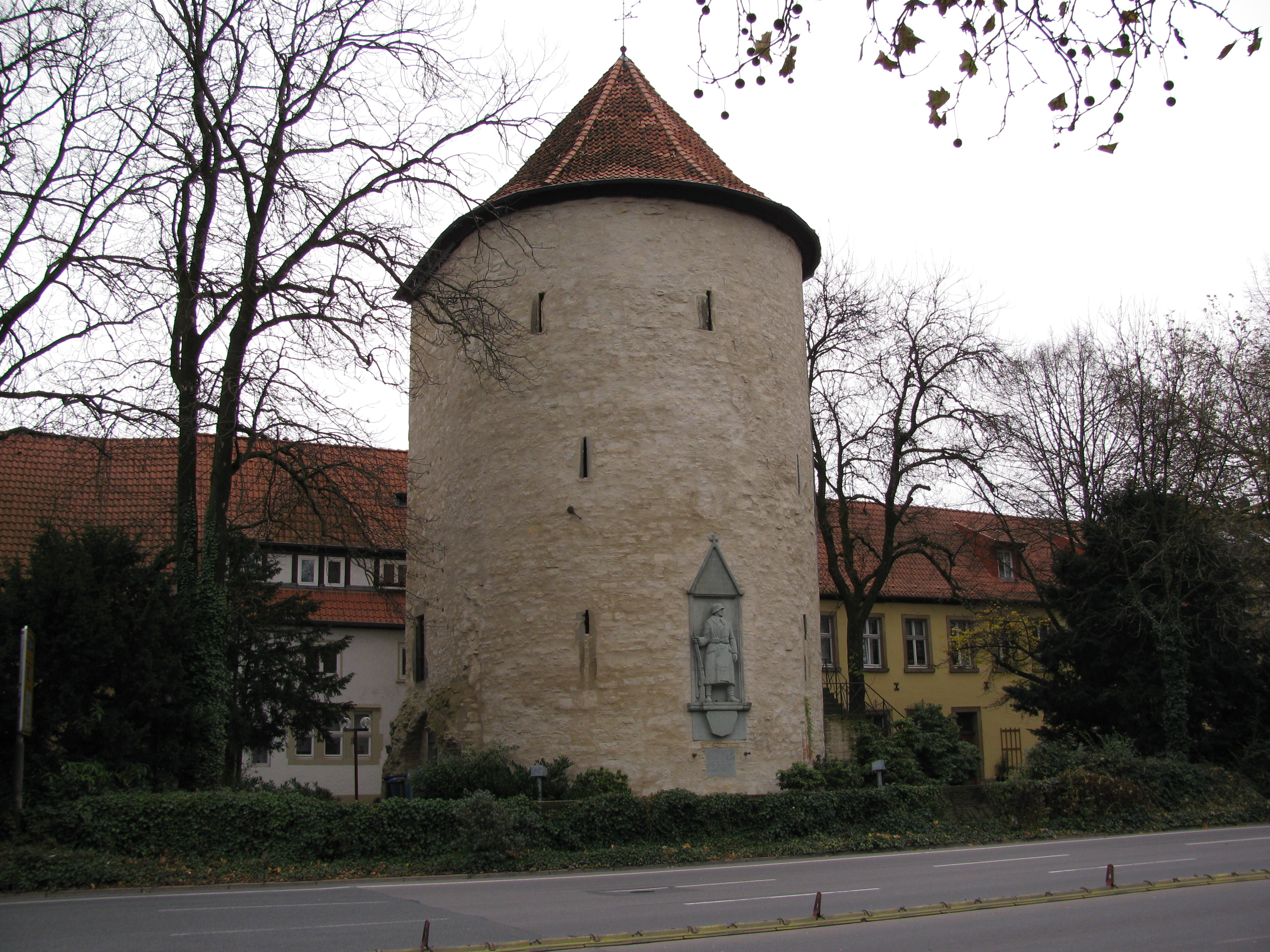
La Bucksturm, tour de guet, construite au XIIIe siècle sur l'enceinte de la ville.

### Osnabrück «ville de la paix»
Osnabrück accueille également le siège de la fondation allemande de la recherche pour la paix (Deutsche Stiftung Friedensforschung). En tant que ville de la paix de Westphalie (1648) et que ville natale du peintre Felix Nussbaum et de l'écrivain Erich Maria Remarque, Osnabrück s'est profilée comme ville de la paix (« Osnabrück die Friedensstadt »).

### Enseignement
La ville est le siège d'une université (Universität Osnabrück) et d'une grande école (Hochschule) qui comptent au total plus de 25 000 étudiants.

### Musique
Osnabrück possède un orchestre symphonique de cinquante-neuf musiciens. L'Orchestre symphonique d'Osnabrück fut en 2007 la première formation musicale à être invitée à jouer en Iran depuis la révolution islamique.

### Patrimoine
Culturellement, la ville possède plus de 100 sculptures et œuvres en tout genre parsemées dans toute la ville.

#### Musées

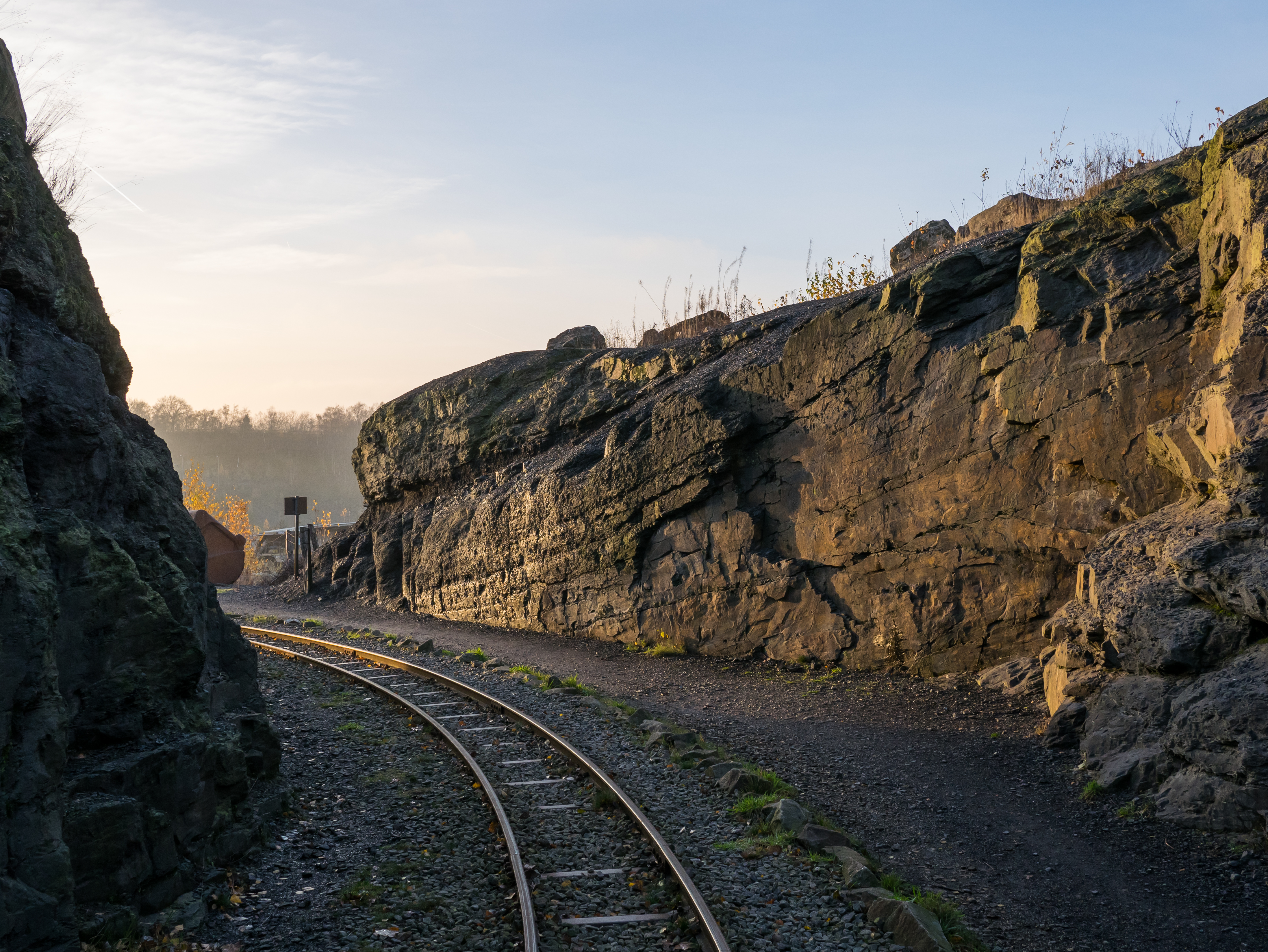
Une ligne de chemin de fer à Piesberg, gérée par une association du musée de l'industrie d'Osnabrück.

1. Felix Nussbaum Haus
2. Erich Maria Remarque Friedenszentrum
3. Museum am Schölerberg / Planetarium
4. Musée de l’industrie
5. Musée du diocèse et de la cathédrale
6. Musée de l’histoire culturelle
7. Galerie d’art église dominicaine Kunsthalle Dominikanerkirche

#### Édifices
Osnabrück abrite de nombreuses églises dont la plus haute est l'église Sainte-Catherine d'Osnabrück.

### Festivals
1. Afrika festival, musique orientale. Se déroule chaque année durant le mois d’août.
2. Morgenland festival, culture africaine. Se déroule tous les deux ans durant les mois de juin et juillet.
3. Unabhängiges filmfest osnabrück, festival du film indépendant et engagé. Se déroule en octobre.

## Personnalités liées à la ville
- Crumpipen (von), Johann Heinrich (1693-1769), secrétaire d'État et de la Guerre à Bruxelles, né à Osnabrück, père de Joseph de Crumpipen.

- Olaf Scholz (né en 1958), Chancelier Fédéral (SPD).
- Johann Wilhelm Petersen (1649-1727), théologien et mystique.
- Justus Möser (1720-1794), juriste, historien et théoricien social.
- Heinrich Abeken (1809-1872), théologien luthérien et homme politique.
- Carl Krone (1870-1943), directeur allemand de cirque fondateur du Circus Krone.
- Walter Warlimont, (1894-1976), général allemand de la Seconde Guerre mondiale.
- Erich Maria Remarque (1898-1970), écrivain. Il a notamment écrit À l'Ouest, rien de nouveau.
- Friedrich Vordemberge-Gildewart (1899-1962), peintre.
- Mathias Wieman (1902-1969), acteur.
- Elfriede Scholz Remark (1903-1943), résistante au nazisme, exécutée à Plötzensee.
- Felix Nussbaum (1904-1944), peintre né à Osnabrück. Un musée lui est d'ailleurs consacré.
- Heinz Liepman (1905-1966), écrivain et journaliste.
- Benno Sterzenbach (1916-1985), acteur.
- Rudolf Seiters (né en 1937), homme politique allemand membre de l'Union chrétienne-démocrate d'Allemagne (CDU).
- Christian Wulff (né en 1959), homme politique, ancien Président d'Allemagne.
- Boris Pistorius (né en 1960), homme politique allemand, ancien maire de la ville et ministre fédéral de la défense
- Alena Buyx (née en 1977), éthicienne médicale allemande.
- Annette Juretzki (née en 1984), écrivaine allemande.
- Robin Schulz (né en 1987), DJ, compositeur.
- Frederick Siegfried Katzmann (1912-1998), représentant de la communauté juive en 1938[3],[4].
- Liste des personnalités de la Ville d'Osnabrück (de)

## Jumelages
La ville d'Osnabrück est jumelée avec :
- Haarlem (Pays-Bas) depuis 1961
- Angers (France) depuis 1964
- Gmünd in Kärnten (Autriche) depuis 1971
- Derby (Angleterre) depuis le 17 février 1976
- Greifswald (Allemagne) depuis 1988
- Evansville (États-Unis) depuis 1991
- Tver (Russie) depuis 1991
- Gwangmyeong (Corée du Sud) depuis 1997
- Çanakkale (Turquie) depuis 2004
- Vila Real (Portugal) depuis 2005
- Hefei (Chine) depuis 2006

La ville d'Osnabrück est aussi une des premières et uniques villes en Europe à avoir un système d'ambassadeur pour ses villes jumelées. Les villes d'Angers, Çanakkale, Derby et Haarlem sont représentés en Allemagne au sein du bureau international, tandis qu'Osnabrück envoie un ambassadeur à Angers et Çanakkale. Ce système existe depuis la fin des années 1960.

## Sports

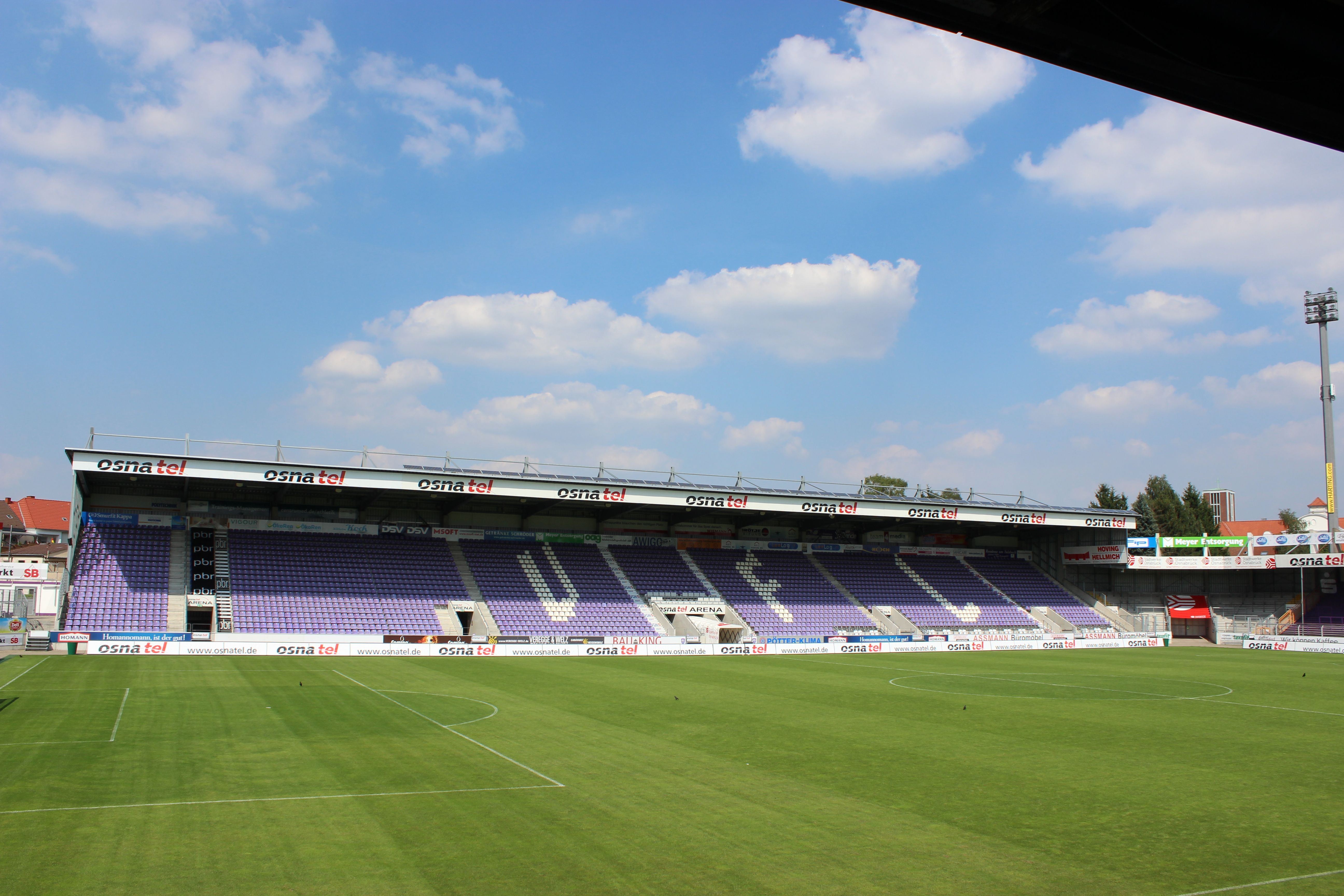
Stadion an der Bremer Brücke.

La ville accueille les matchs de l'équipe nationale de rugby à XIII de l'Allemagne, avec notamment la réception de la République tchèque le 25 aout 2018.
La ville abrite un club de football professionnel, le VfL Osnabrück. Le club évolue depuis 2024 en 3.Bundesliga et joue au Stadion an der Bremer Brücke qui peut accueillir 16 100 spectateurs.